# Valerianus római császár
Imperator Caesar Publius Licinius Valerianus Augustus, általánosan elterjedt néven Valerianus császár, született Publius Licinius Valerianus (193 körül – Bisápur, 264) a Római Birodalom császára 253-tól 260-ig.

## Útja a császári méltóságig
Valerianus előkelő szenátori családban született, s ennek okán fontos politikai tisztségeket töltött be a hatalmi hierarchiában. 238-ban princeps senatus, majd Decius császár idején cenzor volt. Trebonianus Gallus császársága idején pedig jelentős katonai parancsnoki posztot birtokolt Raetiában. Aemilianus ellencsászárrá választásakor csapatokat gyűjtött Aemilianus mellett, de amikor az ellencsászárt saját testőrei meggyilkolták, Valerianust és fiát, Gallienust választották a rajnai és a galliai légiók császárnak.

## Uralkodása és bukása
Valerianus és fia uralkodása idején a római állam nagyon közel került ahhoz, hogy összeomoljon a barbár támadások és a belső lázadások nyomasztó súlya alatt. Valerianus trónra lépése után nem sokkal már a boranusok pusztították a Fekete-tenger partvidékét, majd gótok telepedtek le az Azovi-tenger vidékén. Néhány évvel később az itt letelepült gót törzsek már a kis-ázsiai ión városokat pusztították. A támadások során a barbárok elpusztították Ephesusban Artemisz templomát is, amely az ókori világ hét csodájának egyike volt.
A barbár katonai sikerek alapjában véve a városfalak és a felfegyverzett lakosság hiányának voltak köszönhetők, illetve annak, hogy római légiók többnyire csak a határok mentén állomásoztak. Minderre szükség is volt, mivel az Eufrátesz vidékén I. Sápúr szászánida király egyre többször tört be Szíria területére. 256-ban elesett Dura határerődítménye, s az ellenség Antiochia városát is többször feldúlta. Valerianus császár képtelen volt felvenni a harcot a jól szervezett ellenséggel, s 260-ban az emesszai ütközetben az idős császár Sápúr fogságába került. Fia kísérletet sem tett apja kiszabadítására, s a legyőzött császár fogságban fejezte be életét. A legenda szerint a fogság évei alatt minden reggel neki kellett felsegítenie lovára a perzsa uralkodót, majd halála után holttestét szalmával kitömték és Perzsia legjelentősebb templomában őrizték.

## Valláspolitikája
A keresztény történetírók meglehetősen eltúlozták Valerianus személyes hibáit, s ez részben annak is köszönhető, hogy a császár erőteljesen üldözte az új vallás követőit, mivel úgy gondolta, hogy az ősi istenek megsértésével a keresztények hozzájárulnak azokhoz a csapásokhoz, amelyek a birodalmat válságba sodorták. Valerianus két ediktumot is kiadott a keresztények ellen. Első ediktuma 257 augusztusából való, s arról rendelkezik, hogy a magas rangú egyházatyák mutassanak be áldozatot az állam isteneinek, de a magánéletükben megengedte nekik Jézus tiszteletét. Második rendelete már jóval szigorúbb szabályokat állított fel. 258-ban vezették be a birodalom keleti felében, és ez már halálbüntetéssel sújtotta a keresztény papokat. Ennek a vérfürdőnek lett az áldozata többek között II. Szixtusz pápa, Szent Lőrinc és Karthágói Szent Ciprián is. Az ediktum értelmében a keresztény szenátorokat és lovagokat vagyonelkobzással büntették, míg a császári birtokok keresztény bérlőit bányamunkára ítélték.